# 고성 양화리 석조여래좌상
고성 양화리 석조여래좌상(固城 楊化里 石造如來坐像)은 대한민국 경상남도 고성군 대가면 양화리에 있는 석불이다.
1974년 12월 28일 경상남도의 유형문화재 제121호 양화리 석조여래좌상으로 지정되었다가, 2018년 12월 20일 현재의 명칭으로 변경되었다.

## 개요
경상남도 고성군 고성읍의 우방사 절터에 있던 것을 1964년 고성군 대가면 양화리 대무량사로 옮겨왔다.
머리 위에 있던 상투 모양의 머리묶음은 떨어져 나가 시멘트로 보수하였으며, 얼굴은 둥글고 이목구비가 잘 조화를 이루고 있어서 표정이 부드럽다. 어깨가 넓고 각이 진 건장한 신체이며, 양 어깨를 감싸고 있는 옷 또한 얇게 표현하여 신체의 윤곽을 잘 드러내고 있다.
오른손은 어깨 부근까지 들어 올려 손가락을 마주 잡고 있으나 끝 부분이 깨져 정확한 모습을 알 수 없으며 왼손은 무릎 위에 올려 놓았다. 하체는 상체와 잘 조화되어 안정된 자세를 보이며 두 발은 모두 노출되어 있다.
조각수법, 안정된 자세, 얼굴 세부의 표현 등으로 보아 통일신라시대에 만들어진 작품으로 여겨진다.

## 참고 문헌
- 고성 양화리 석조여래좌상 - 국가유산청 국가유산포털